# Sbarco di Fao
Lo sbarco di Fao è stato un episodio della Campagna di Mesopotamia della prima guerra mondiale durante il quale, il 6 novembre 1914, le forze britanniche conquistarono la fortezza ottomana di Fao.

## Contesto
Quando l'Impero Ottomano entrò in guerra, una delle principali preoccupazioni della Gran Bretagna fu di mettere in sicurezza i propri giacimenti petroliferi nel Golfo Persico. La fortezza di Fao era la principale roccaforte ottomana nell'area e per questo motivo la 6. divisione Poona del generale Arthur Barrett venne incaricato di conquistarla.

## Lo sbarco
Le forze britanniche, guidate dal brigadiere generale Walter Sinclair Delamain sbarcarono nei pressi di Fao il 6 novembre 1914. Dopo essere stati sottoposti ad un duro bombardamento i britannici riuscirono a respingere un assalto nemico ma, privi ancora dell'artiglieria pesante, furono costretti a rimandare la presa della fortezza.
L'8 novembre arrivarono i rinforzi e i britannici iniziarono il cannoneggiamento della fortezza. Dopo aver aperto una breccia nella mura, i soldati britannici penetrarono nella fortezza facendo prigioniera la guarnigione ottomana.
Il giorno dopo i britannici occuparono anche il porto di Fao facilitando lo sbarco di altre truppe.

## Conseguenze
Persa Fao, gli ottomani non erano più in grado di controllare il Golfo Persico. Perciò i britannici decisero di proseguire le operazioni fino ad arrivare a Baghdad.